# Marie-Jo Zimmermann

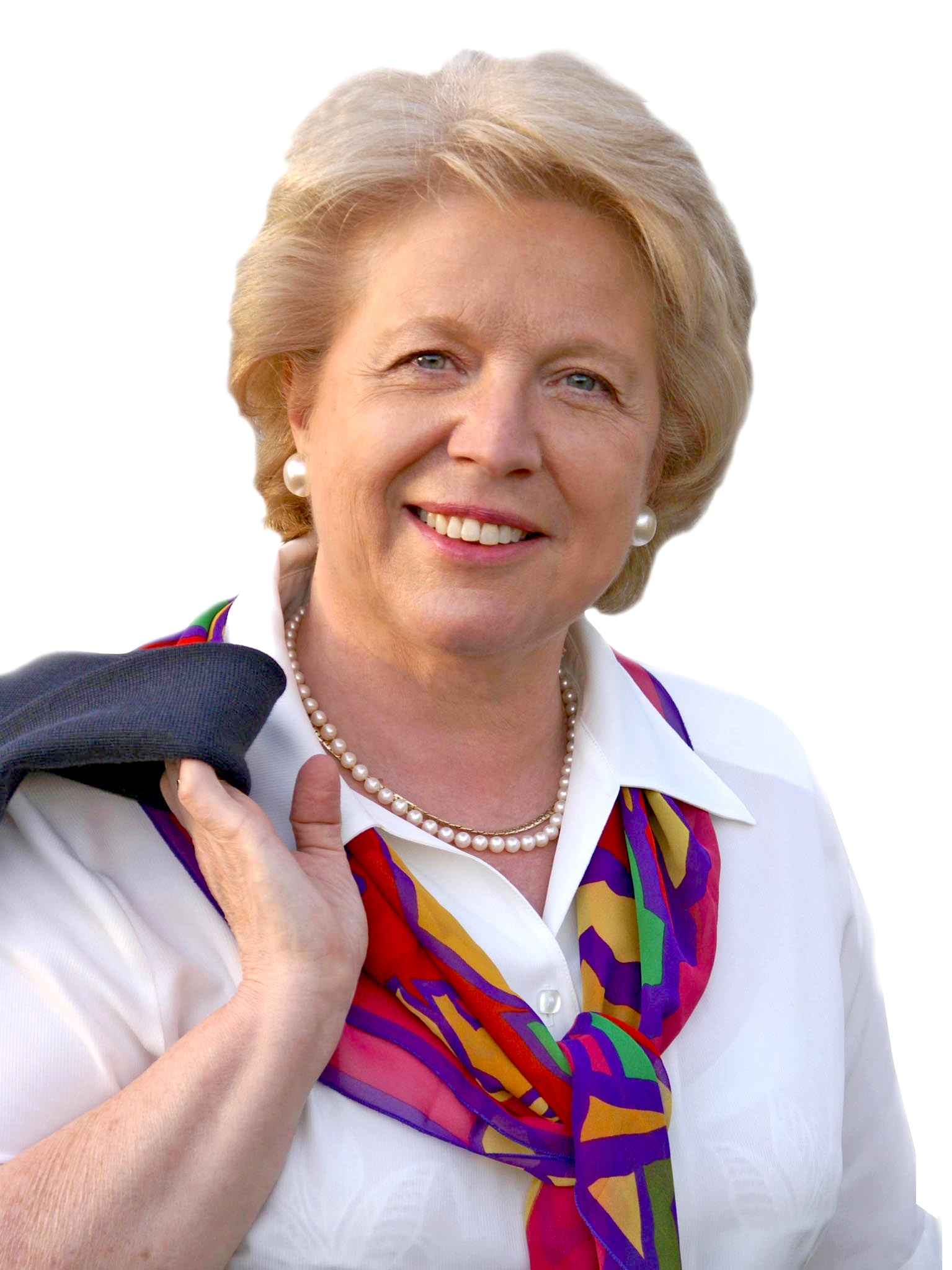
Marie-Jo Zimmermann (2013)

Marie-Jo Zimmermann (* 29. April 1951 als Marie-Josèphe Kin in Creutzwald, Département Moselle) ist eine französische Politikerin (RPR, UMP, Les Républicains bis 2019). Sie war von 1998 bis 2017 Mitglied der Nationalversammlung.

## Leben und Karriere
Bei der Parlamentswahl 1986 trat Zimmermann erstmals für die gaullistische Partei Rassemblement pour la République (RPR) an, allerdings ohne Erfolg. Von 1989 bis 2002 war sie im Gemeinderat von Metz vertreten.
Sie wurde 1998 als Abgeordnete des Wahlkreises Metz III in die französische Nationalversammlung gewählt, der sie während vier Legislaturperioden bis 2017 angehörte. Zudem war sie von 1998 bis 2009 Mitglied des Regionalrats von Lothringen. Als Vizepräsidentin des Regionalrats war sie ab 2001 für die Lycées zuständig. Ihre Partei RPR ging 2002 in der Mitte-rechts-Sammelpartei Union pour un mouvement populaire (UMP) auf.
Bei der Bürgermeisterwahl der Stadt Metz im Jahr 2008 verlor Zimmermann gegen den Sozialisten Dominique Gros; im zweiten Wahlgang kam sie mit 24,3 % der Stimmen nur auf den dritten Platz hinter Gros und Amtsinhaber Jean-Marie Rausch, der als Unabhängiger antrat. Bei der Kommunalwahl 2014 war Zimmermann erneut Bürgermeisterkandidatin, diesmal nicht nur von ihrer eigenen Partei, sondern auch UDI und MoDem. Sie konnte ihr Ergebnis im zweiten Wahlgang auf 41,1 % steigern, unterlag aber wiederum Dominique Gros.
Bei der Parlamentswahl 2017 verlor Zimmermann ihren Wahlkreis mit 48,8 Prozent in der Stichwahl gegen Richard Lioger von der Partei La République en Marche. Im März 2019 trat sie aus ihrer Partei aus, die sich inzwischen in Les Républicains umbenannt hatte. Bei der Europawahl 2019 kandidierte sie auf Listenplatz 4 der nationalkonservativen Partei Debout la France, die jedoch am Einzug in das EU-Parlament scheiterte.

## Auszeichnungen und Ehrungen
- 2018: Chevalier de la Légion d’Honneur[2]
- Officier de l’Ordre des Palmes Académiques